# تپه اطراف شهر سوخته ۳۵۲
تپه اطراف شهر سوخته ۳۵۲ مربوط به هزاره سوم و ۲ قبل از میلاد است و در شهرستان زابل، بخش شیب آب، دهستان لوتک، روستای حومه شهر سوخته، ۸ کیلومتری جنوب شرق پایگاه باستان‌شناسی شهر سوخته واقع شده و این اثر در تاریخ ۲۸ اسفند ۱۳۸۵ با شمارهٔ ثبت ۱۸۹۷۶ به‌عنوان یکی از آثار ملی ایران به ثبت رسیده است.